# La Hilera
La Hilera ist eine Ortschaft in Uruguay.

## Geographie
La Hilera befindet sich auf dem Gebiet des Departamento Tacuarembó in dessen Sektor 3 südlich des Arroyo Veras. Nächstgelegene Ansiedlungen sind Ansina im Nordosten, Clara im Südsüdwesten und Montevideo Chico im Südosten. Im Norden La Hileras erstreckt sich die Cuchilla Santo Domingo.

## Einwohner
Die Einwohnerzahl von La Hilera beträgt 107 (Stand: 2011), davon 55 männliche und 52 weibliche. Für die vorhergehenden Volkszählungen von 1963 bis 1996 sind beim Instituto Nacional de Estadística de Uruguay keine Daten erfasst worden.
| Jahr | Einwohner |
| ---- | --------- |
| 1963 | -         |
| 1975 | -         |
| 1985 | -         |
| 1996 | -         |
| 2004 | 34        |
| 2011 | 107       |

Quelle: Instituto Nacional de Estadística de Uruguay